# حبيل القوبي (المسيمير)

تعديل مصدري - تعديل

حبيل القوبي هي إحدى قرى عزلة المسيمير بمديرية المسيمير التابعة لمحافظة لحج، بلغ تعداد سكانها 196 نسمة حسب تعداد اليمن لعام 2004.